# Rivina brasiliensis
Rivina brasiliensis är en kermesbärsväxtart som beskrevs av Domenico Nocca. Rivina brasiliensis ingår i släktet Rivina och familjen kermesbärsväxter.

## Underarter
Arten delas in i följande underarter:
- R. b. viridis
- R. b. viridis